# Cicles econòmics reals
El model de Cicles Econòmics Reals (RBCs en les seves sigles en anglès, de Real Business Cycles) és un model macroeconòmic formulat principalment per Robert Lucas Jr, Finn E. Kydland i Edward C. Prescott, a partir de les idees de John F. Muth i que ha donat lloc a una escola de pensament macroeconòmic amb el mateix nom, substituint el model de Robert Lucas com a estàndard de la nova macroeconomia clàssica. Aquest model assumeix la presència d'agents racionals representatius amb expectatives racionals. Generalment el model es presenta en termes d'un sol individu que es comporta de forma òptima davant de decisions intertemporals, les accions dels quals es poden considerar representatives de tots els individus i, per tant, de l'economia en el seu conjunt. Una altra assumpció implícita és la neutralitat del diner (això és degut a les expectatives racionals).
Lucas mostrà que davant de xocs de productivitat, es generen cicles econòmics d'acord amb aquest model. Això és perquè si la productivitat d'un agent disminueix (a causa d'un xoc negatiu en la productivitat), també ho faran els seus ingressos reals (ja en un mercat competitiu el salari real és igual al producte marginal). Enfrontant-se a una decisió optimitzadora intertemporal, l'agent representatiu decidirà posposar la decisió de treballar fins al següent període (i per tant, consumirà lleure) en el qual, racionalment, espera que els efectes del xoc de productivitat hagin desaparegut i el salari real hagi tornat a augmentar. El resultats agregats mostren, per tant, que un xoc negatiu de productivitat causa atur voluntari i, per tant, una disminució de l'activitat econòmica i en conseqüència del Producte Interior Brut.
La conclusió principal que s'extreu d'aquest model és que els cicles econòmics són consistents amb el funcionament eficient dels mercats. No existeix l'atur involuntari i qualsevol intervenció en matèria de política fiscal o monetària és ineficient en el sentit de Pareto.

## Crítiques al model de Cicles Econòmics Reals
Les crítiques més òbvies van dirigides a les premisses del model: individus racionals, agents representatius, expectatives racionals...
Molts però, consideren també irreal negar l'existència d'atur involuntari i considerar el diner com un bé neutral (fins i tot en el curt termini).
Els keynesians critiquen especialment que el model ignora l'existència de rigideses de preus i de salaris que fan que no sempre els mercats assoleixin el nivell d'equilibri.
Una altra de les crítiques fortes és el fet que els xocs de productivitat no són prou forts ni prou duradors per a poder explicar recessions prolongades.
Diversos economistes han intentat, amb poc èxit, integrar el component del diner al model, ja que és generalment acceptat que, almenys a curt termini, la política monetària si que pot afectar l'economia en termes reals.

## Premi Nobel
Malgrat totes aquestes crítiques, la teoria dels cicles econòmics reals ha estat àmpliament acceptada com a vàlida i integrada dins del pensament econòmic majoritari. Prova d'això és que l'any 2004 Kydland i  Prescott foren reconeguts amb el Premi Nobel d'economia pel seu article "Time to Build and Aggregate Fluctuations", el qual es considera l'article pare de l'escola dels Cicles Econòmics Reals i per la seva aportació en l'estudi dels cicles econòmics.

### Articles seminals
- Kydland, F. E. and Prescott, E. C. (1982) : "Time to Build and Aggregate Fluctuations", Econometrica, 1982, vol. 50, issue 6, pages 1345-70
- Prescott, E. C. (1986): "Theory ahead of business cycle measurement", Quarterly Review, Fall 1986 pp. 9-22
- Long, J. B. and Plosser, Ch. I. (1983): "Real Business Cycles",Journal of Political Economy, Vol. 91 (1) pp. 39-69

### Introducció als Cicles econòmics reals
- Arnold, L. G. (2002): "Business Cycle Theory", Oxford University Press
- Blanchard, O. (2000): "Macroeconomics", Prentice-Hall, ch. 25.
- Brevik, F. and Gartner, M. (2004): "Teaching Real Business Cycles to Undergraduates", University of St. Gallen Discussion Paper No. 2004-5. «Enllaç».

### Articles crítics
- Mankiw, N. G. (1989): "Real Business Cycles: A New Keynesian Perspective", Journal of Economic Perspectives, 1989 Vol. 3 (3) pp. 79-90.
- Romer, D., (1993): "The New Keynesian Synthesis", Journal of Economic Perspectives, 1993 Vol. 7 (1) pp. 5-22.
- Summers, L. H., (1986): "Some skeptical observations on real business cycle theory", Federal Reserve Bank of Minneapolis Quarterly Review, (Fall 1986) pp. 23-27. «PDF».

### Altres
- King, R.G. and Rebelo, S. T. (2000): "Resuscitating Real Business Cycles", NBER Working Papers 7534
- Plosser, Ch. I. (1989): "Understanding Real Business Cycles", The Journal of Economic Perspectives, Vol. 3, No. 3. (Summer, 1989), pp. 51-78.
- Stadler, G. W. (1994): "Real Business Cycles", Journal of Economic Literature, Vol. 32 (4) pp. 1750-1783
- Backus, D., Kehoe, P. J. and Kydland, F. E. (1993): "International Business Cycles: Theory and Evidence", National Bureau of Economic Research, Inc., NBER Working Papers 4493 «PDF».
- Clarida, R., Gali, J. and Gertler, M. (1999): "The Science of Monetary Policy: A New Keynesian Perspective", Journal of Economic Literature, 37(4): 1661-1707.
- Galí, J. (2002): "New Perspectives on Monetary Policy, Inflation, and the Business Cycle", National Bureau of Economic Research, Inc. NBER Working Papers 8767 «PDF».
- Hartley, J.E., Hoover, K.D. and K.D. Salyer (1997), "The Limits of Business Cycle Research: Assessing the Real Business Cycle Model", Oxford Review of Economic Policy, 13, p 34-54.
- Kydland, F. E.(Editor) (1995): "Business Cycle Theory", Edward Elgar Publishing
- Kydland, F. E. and Prescott, E. C. (1990): "Business cycles: Real facts and a monetary myth", Federal Reserve Bank of Minneapolis Quarterly Review, Spring 1990: 3-18.
- Mishkin, F.S. and Schmidt-Hebbel, K. (2001): "One decade of Inflation Targeting in the World: What Do We Know and What Do We Need to Know?", NBER Working Papers 8397 «Enllaç».